# Washington Redskins 1957
La stagione 1957 dei Washington Redskins è stata la 26ª della franchigia nella National Football League e la 21ª a Washington. Sotto la direzione del capo-allenatore Joe Kuharich la squadra ebbe un record di 5-6-1, terminando quarta nella NFL Eastern e mancando i playoff per il 12º anno consecutivo.

## Calendario
| Stagione regolare |              |                        |           |        |                             |          |         |
| Turno             | Data         | Avversario             | Risultato | Record | Stadio                      | Pubblico | Sintesi |
| 1                 | 29 settembre | at Pittsburgh Steelers | S 7–28    | 0–1    | Forbes Field                | 27,452   | Recap   |
| 2                 | 6 ottobre    | at Chicago Cardinals   | V 37–14   | 1–1    | Comiskey Park               | 18,278   | Recap   |
| 3                 | 13 ottobre   | New York Giants        | S 20–24   | 1–2    | Griffith Stadium            | 39,086   | Recap   |
| 4                 | 20 ottobre   | Chicago Cardinals      | S 14–44   | 1–3    | Griffith Stadium            | 23,159   | Recap   |
| 5                 | 27 ottobre   | at New York Giants     | V 31–14   | 2–3    | Yankee Stadium              | 40,416   | Recap   |
| 6                 | 3 novembre   | at Cleveland Browns    | S 17–21   | 2–4    | Cleveland Municipal Stadium | 52,936   | Recap   |
| 7                 | 10 novembre  | Baltimore Colts        | S 17–21   | 2–5    | Griffith Stadium            | 33,149   | Recap   |
| 8                 | 17 novembre  | Cleveland Browns       | P 30–30   | 2–5–1  | Griffith Stadium            | 27,722   | Recap   |
| 9                 | 24 novembre  | at Philadelphia Eagles | S 12–21   | 2–6–1  | Connie Mack Stadium         | 20,730   | Recap   |
| 10                | 1º dicembre  | at Chicago Bears       | V 14–3    | 3–6–1  | Wrigley Field               | 39,148   | Recap   |
| 11                | 8 dicembre   | Philadelphia Eagles    | V 42–7    | 4–6–1  | Griffith Stadium            | 21,304   | Recap   |
| 12                | 15 dicembre  | Pittsburgh Steelers    | V 10–3    | 5–6–1  | Griffith Stadium            | 22,577   | Recap   |

Nota: gli avversari della propria division sono in grassetto.

## Classifiche
| NFL Eastern         |   |   |   |      |       |     |     |     |
|                     | V | S | P | %    | DIV   | PF  | PS  | STR |
| Cleveland Browns    | 9 | 2 | 1 | .818 | 8–1–1 | 269 | 172 | V1  |
| New York Giants     | 7 | 5 | 0 | .583 | 6–4   | 254 | 211 | S3  |
| Pittsburgh Steelers | 6 | 6 | 0 | .500 | 5–5   | 161 | 178 | V1  |
| Washington Redskins | 5 | 6 | 1 | .455 | 4–5–1 | 251 | 230 | V3  |
| Philadelphia Eagles | 4 | 8 | 0 | .333 | 4–6   | 173 | 230 | S2  |
| Chicago Cardinals   | 3 | 9 | 0 | .250 | 2–8   | 200 | 299 | S1  |

Note: I pareggi non venivano conteggiati ai fini della classifica fino al 1972.